# Kacper Przybyłko
Kacper Przybyłko (Bielefeld, 1993. március 25. –) lengyel korosztályos válogatott labdarúgó, a svájci Lugano csatára.

## Pályafutása

### Klubcsapatokban
Przybyłko a németországi Bielefeld városában született. Az ifjúsági pályafutását a helyi TuS Jöllenbeck csapatában kezdte, majd az Arminia Bielefeld akadémiájánál folytatta.
2011-ben mutatkozott be az Arminia Bielefeld harmadosztályban szereplő felnőtt keretében. 2012-ben a másodosztályú Köln szerződtette. A 2013–14-es szezon második felében az Arminia Bielefeld csapatát erősítette kölcsönben. 2014-ben a Fürthhöz, majd 2015-ben a Kaiserslauternhez igazolt. 2018 szeptemberében az észak-amerikai első osztályban érdekelt Philadelphia Unionhoz csatlakozott. 2022. január 22-én négyéves szerződést kötött a Chicago Fire együttesével. Először a 2022. február 27-ei, Inter Miami ellen 0–0-ás döntetlennel zárult mérkőzésen lépett pályára. Első góljait 2022. március 19-én, a Sporting Kansas City ellen hazai pályán 3–1-re megnyert találkozón szerezte meg.
2024. február 15-én a svájci Lugano szerződtette.

### A válogatottban
Przybyłko az U15-östől az U21-esig minden korosztályos válogatottban képviselte Lengyelországot.

## Statisztikák
2024. szeptember 1. szerint

| Klub                           | Szezon   | Osztály            | Bajnokság | Bajnokság | Kupa  | Kupa | Nemzetközi | Nemzetközi | Összesen | Összesen |
| Klub                           | Szezon   | Osztály            | Meccs     | Gól       | Meccs | Gól  | Meccs      | Gól        | Meccs    | Gól      |
| ------------------------------ | -------- | ------------------ | --------- | --------- | ----- | ---- | ---------- | ---------- | -------- | -------- |
| Arminia Bielefeld              | 2011–12  | 3. Liga            | 2         | 0         | 0     | 0    | —          | —          | 2        | 0        |
| Köln                           | 2012–13  | 2. Bundesliga      | 15        | 1         | 2     | 0    | —          | —          | 17       | 1        |
| Köln                           | 2013–14  | 2. Bundesliga      | 8         | 1         | 0     | 0    | —          | —          | 8        | 1        |
| Arminia Bielefeld (kölcsönben) | 2013–14  | 2. Bundesliga      | 16        | 5         | 0     | 0    | —          | —          | 16       | 5        |
| Fürth                          | 2014–15  | 2. Bundesliga      | 32        | 5         | 1     | 0    | —          | —          | 33       | 5        |
| Kaiserslautern                 | 2015–16  | 2. Bundesliga      | 30        | 7         | 2     | 0    | —          | —          | 32       | 7        |
| Kaiserslautern                 | 2016–17  | 2. Bundesliga      | 14        | 2         | 0     | 0    | —          | —          | 14       | 2        |
| Kaiserslautern                 | 2017–18  | 2. Bundesliga      | 1         | 0         | 0     | 0    | —          | —          | 1        | 0        |
| Philadelphia Union             | 2019     | MLS                | 26        | 15        | 0     | 0    | —          | —          | 26       | 15       |
| Philadelphia Union             | 2020     | MLS                | 27        | 8         | 0     | 0    | —          | —          | 27       | 8        |
| Philadelphia Union             | 2021     | MLS                | 37        | 12        | 0     | 0    | 6          | 5          | 43       | 17       |
| Chicago Fire                   | 2022     | MLS                | 25        | 5         | 1     | 0    | —          | —          | 26       | 5        |
| Chicago Fire                   | 2023     | MLS                | 25        | 4         | 3     | 2    | 3          | 0          | 31       | 6        |
| Lugano                         | 2023–24  | Swiss Super League | 3         | 1         | 1     | 0    | —          | —          | 4        | 1        |
| Lugano                         | 2024–25  | Swiss Super League | 5         | 3         | 1     | 3    | 4          | 0          | 10       | 6        |
| Összesen                       | Összesen | Összesen           | 266       | 69        | 11    | 5    | 13         | 5          | 290      | 79       |

## Sikerei, díjai
Lugano
- Svájci Kupa
  - Döntős (1): 2023–24